# Artère massétérique
L'artère massétérique (ou artère massétérine supérieure) est une artère systémique paire de la tête. Elle vascularise le muscle masséter.

## Origine
L'artère massétérique naît du deuxième segment de l'artère maxillaire, elle-même issue de l'artère carotide externe.

## Trajet
L'artère massétérique passe par l'incisure mandibulaire de la mandibule devant le col du condyle de la mandibule. Elle est accompagnée par le nerf massétérique issu du nerf mandibulaire (V3).

## Anastomoses
L'artère massétérique s'anastomose avec des branches de l'artère transverse de la face pour vasculariser muscle masséter.

## Vascularisation
L'artère massétérique vascularise le muscle masséter servant à la mastication et peut contribuer à la vascularisation de l'articulation temporo-mandibulaire.

## Variations anatomiques
Il existe une importante variabilité dans la localisation de l'artère massétérique. Elle peut parfois être très proche du col de l'apophyse condylienne ou de l'apophyse coronoïde (structures osseuses de la mandibule). Cette artère est aussi parfois absente.

## Aspect clinique
Elle peut être facilement endommagée lors des ostéotomies intra-orales de la branche verticale.